# 澎湖縣政府警察局

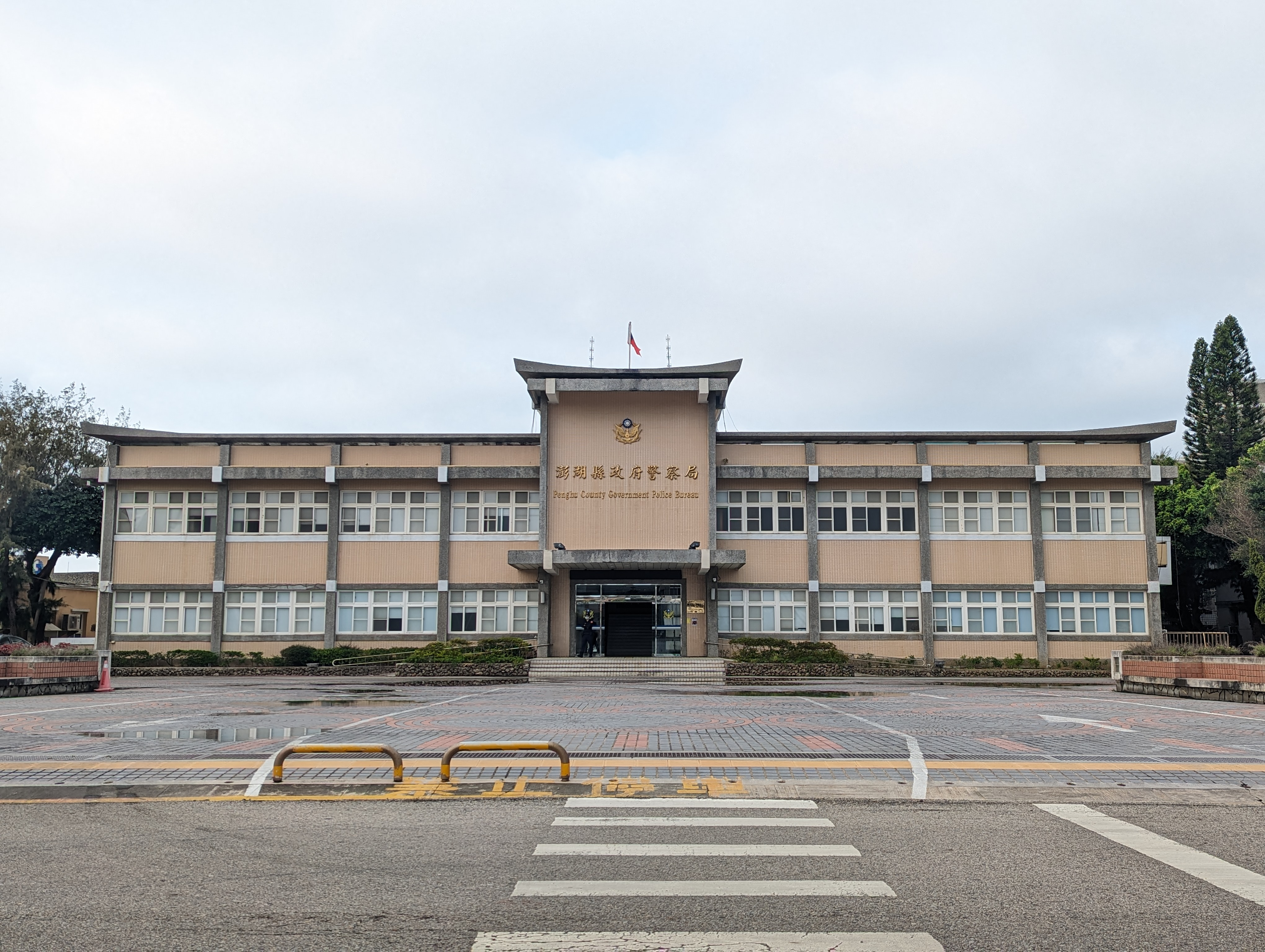
澎湖縣政府警察局本局大樓

澎湖縣政府警察局（簡稱澎湖縣警察局或澎湖縣警局）是中華民國澎湖縣最高層級的地方警察機關，隸屬於內政部警政署與澎湖縣政府雙重管轄，負責維護澎湖全縣範圍之公共安全、犯罪偵查、交通執法與行政警政業務。

## 簡介
澎湖縣警察局前身為日治時期的「澎湖廳警察課」與「澎湖警察署」，1945年中華民國接管臺灣後初設「澎湖縣警察大隊」，1947年配合地方制度改革與警政一元化政策正式改制為「澎湖縣警察局」，並沿用日治時期之警政建築及人員架構。隨後經歷數次組織調整與精簡，逐步納入中央警政署指揮體系，現為一級地方警察機關。
本局設有局本部與業務科室，並編有刑事警察隊、交通警察隊、保安警察隊、少年警察隊及婦幼警察隊等直屬單位，轄下設有馬公、湖西、白沙、西嶼等地派出機構，因澎湖縣由眾多島嶼組成，警政勤務須應對海島交通不便、季節性觀光人潮、漁業糾紛、毒品流通與偷渡走私等特有治安挑戰。另每年大型觀光活動期間亦需跨單位聯合動員維安。

## 組織
澎湖縣政府警察局設有局本部各業務單位與直屬警察隊，並下轄馬公、湖西、白沙、西嶼等派出所體系，其組織架構如下：
| 類別       | 單位名稱 |
| ---------- | --- |
| 局本部     | 局長室、主任秘書室、政風室、人事室、會計室、督察組                                                           |
| 業務科室   | 企劃訓練科、勤務指揮中心、行政科、保安科、交通科、外事科、資訊科                                             |
| 直屬單位   | 刑事警察隊、少年警察隊、婦幼警察隊、交通警察隊、保安警察隊                                                   |
| 轄區派出所 | 馬公分駐所、湖西分駐所、白沙分駐所、西嶼分駐所、七美派出所、望安派出所、虎井派出所、花嶼派出所、將軍派出所等 |

## 事件

### 澎湖七一三事件
1949年，日治時期結束、國共內戰進入尾聲，數千名中華民國國民從中國大陸撤抵澎湖，當中山東流亡師生因拒絕應徵，遭警局及軍方鎮壓、囚禁甚至槍決，影響逾百人，此事件成為台灣白色恐怖下西部最大政治冤案之一。

### 復興航空 GE222 班機迫降事故救援
GE222航班在澎湖西溪村迫降引發大火，造成48人罹難、多人傷亡。澎湖警局即時協助封鎖現場、交通指揮與救援，同時協助搜救與後續調查、受害者照護與家屬協調，扮演災害應變關鍵角色。

### 新任局長就職當日逮毒品通緝犯
2025年1月，新任局長林溫柔就任當天，馬公分局員警巡邏時攔查可疑車輛，發現一名毒品通緝犯逃車衝撞警察，並射擊制止後成功逮人。該事件被解讀為新任局長榮景開端，並在媒體廣泛報導。

### 警槍彈遺失民宅事件
2025年，一名馬公分局員警在執勤後未妥善保管勤務裝備，將警槍子彈留在民宅地板上被發現。澎湖警局啟動內部督察檢討，並表示未釀安全事故，但此疏失引發社會對警械管理與安全機制的關注。

### 移民署合作查獲非法外籍停留者
澎湖警局外事科與移民署專勤隊配合，於西衛里成功查獲多名非法越籍人士，依法執行拘提與遣返程序，顯示警察局在維護移民安和移民執法合作上的具體成果。

## 外部連結
- 澎湖縣政府警察局全球資訊網 （页面存档备份，存于）